# 2032 Ethel
A 2032 Ethel (ideiglenes jelöléssel 1970 OH) a Naprendszer kisbolygóövében található aszteroida. Tamara Mihajlovna Szmirnova fedezte fel 1970. július 30-án.